# Red Holloway
Red Holloway (Helena, 1927. május 31. –‎ Morro Bay, 2012. február 25.) amerikai tenor- és altszaxofonos.

## Pályafutása
Holloway bendzsón és szájharmonikán kezdett el játszani, majd tizenkétévesen szaxofonozni kezdett. A chicagói DuSable High Schoolon érettségizett, ahol az iskolai big bandben játszott Johnny Griffinnel és Eugene Wrighttal. Utána a Conservatory of Musicon is tanult.
19 évesen bevonult a hadsereghez és a US Fifth Army Band zenekarmestere lett. A katonai szolgálat után visszatért Chicagóba. Ott többek között Yusef Lateeffel és Dexter Gordonnal játszott. 1948-ban Roosevelt Sykes bluesénekessel, később más rhythm and blues zenészekkel is játszott, így például Willie Dixonnal, Junior Parkerral és Lloyd Price-szal.
Az 1950-es években Billie Holiday, Muddy Waters, Chuck Berry, Ben Webster, Jimmy Rushing, Arthur Prysock, Dakota Staton, Eddie „Cleanhead” Vinson, Wardell Gray, Sonny Rollins, Red Rodney, Lester Young, Joe Williams, Redd Foxx, B.B. King, Bobby Bland és Aretha Franklin mellett szaxofonozott. Turnézott Sonny Stittel, Memphis Slimmel és Lionel Hamptonnal is.
1963-tól 1966-ig Jack McDuff orgonista bandájában volt, amelyben a pályakzdő George Benson gitáros is szerepelt. 1974-ben felvette a The Latest Edition-t John Mayallal.
Turnézott Európában, Japánban, Ausztráliában és Új-Zélandon.
Red Holloway a kaliforniai Morro Bay-ben hunyt el 84 éves korában agyvérzés és veseelégtelenség következtében (egy hónappal Etta James után, akivel sokat dolgozott együtt).

## Albumok
- The Burner (1963)
- Cookin' Together (with the Brother Jack McDuff Quartet; 1964)
- Sax, Strings & Soul (1964)
- Red Soul (1965)
- No tears over you
- Hittin' the Road Again (1982)
- Nica's Dream (1984)
- Red Holloway & Company (1987)
- Locksmith Blues (1989)
- Daydream with T.C.Pfeiler (1997)
- In the Red (1997)
- Standing Room Only (C1998)
- A Night of Blues and Ballads (1999)
- Coast to Coast (2003)
- Something old something new (2007)
- Go Red Go ! (2008)
- Meets the Bernhard Pichi Trio (2009)

Részvétel (Gene Ammons)
- Soul Summit Vol. 2 (1961-1962)
- Late Hour Special (1961-1964)
- Velvet Soul (1961-1964)
- Free Again (1971)

Részvétel (Jack McDuff)
- Brother Jack McDuff Live! (1963)
- Brother Jack at the Jazz Workshop Live! (1963)
- Prelude (1963)
- The Dynamic Jack McDuff (1964)
- The Concert McDuff (1964)
- Hot Barbeque (1965)
- Walk On By (1966)
- Hallelujah Time! (1963-66)
- The Midnight Sun (1963-66)
- Soul Circle (1964-66)
- I Got a Woman (1964-66)
- Steppin' Out (1961-66)
- Tobacco Road (1966)
- Check This Out (1972)

Részvétel (Carmen McRae)
- Fine and Mellow: Live at Birdland West

## Fordítás
Ez a szócikk részben vagy egészben  a   Red Holloway című angol Wikipédia-szócikk ezen változatának fordításán alapul.  Az eredeti cikk szerkesztőit annak laptörténete sorolja fel. Ez a jelzés csupán a megfogalmazás eredetét és a szerzői jogokat jelzi, nem szolgál a cikkben szereplő információk forrásmegjelöléseként.